# Choquequirao
Choquequirao (på det sydamerikanska lokala språket quechua: Chuqi K'iraw, Vagga av guld) är en delvis utgrävd ruinstad i södra Peru härstammande från inka-perioden. Denna plats har påtagliga likheter i struktur och arkitektur med Machu Picchu och refereras till som Machu Picchus 'syster'.
Betydligt färre turister besöker Choquequirao jämfört med Machu Picchu, men ruinerna är inte mindre utsökta och platsen är ett bra alternativ till det ofta överbelastade Machu Picchu. Till skillnad från Machu Picchu kan Choquequirao inte nås med tåg eller buss. Den enda möjligheten för att besöka platsen är att göra en naturskön tvådagars vandring (i vardera riktning) längs en stig från utkanten av Cusco.

## Bildgalleri

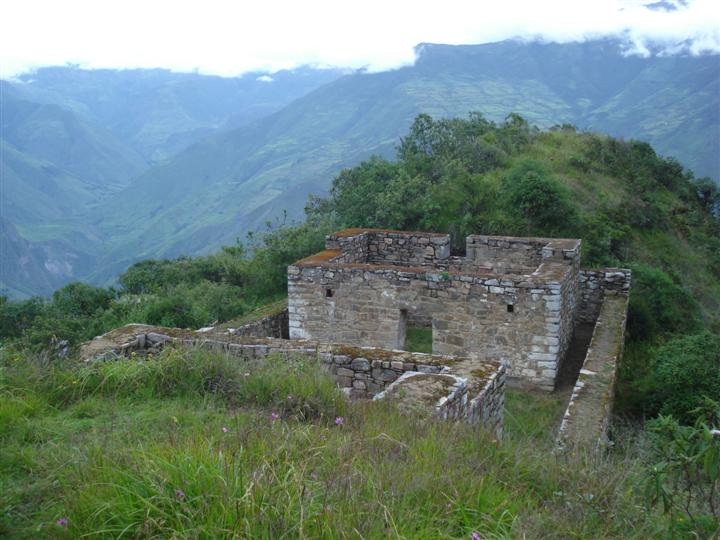
Tvillingbyggnad
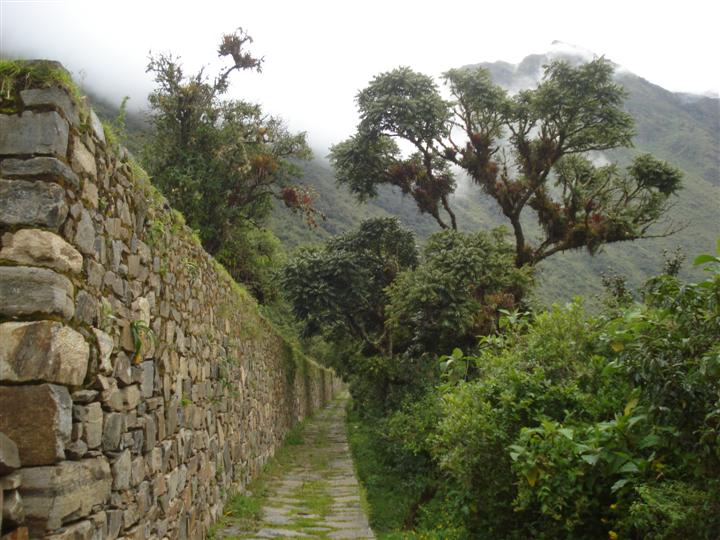
En stor terrass.
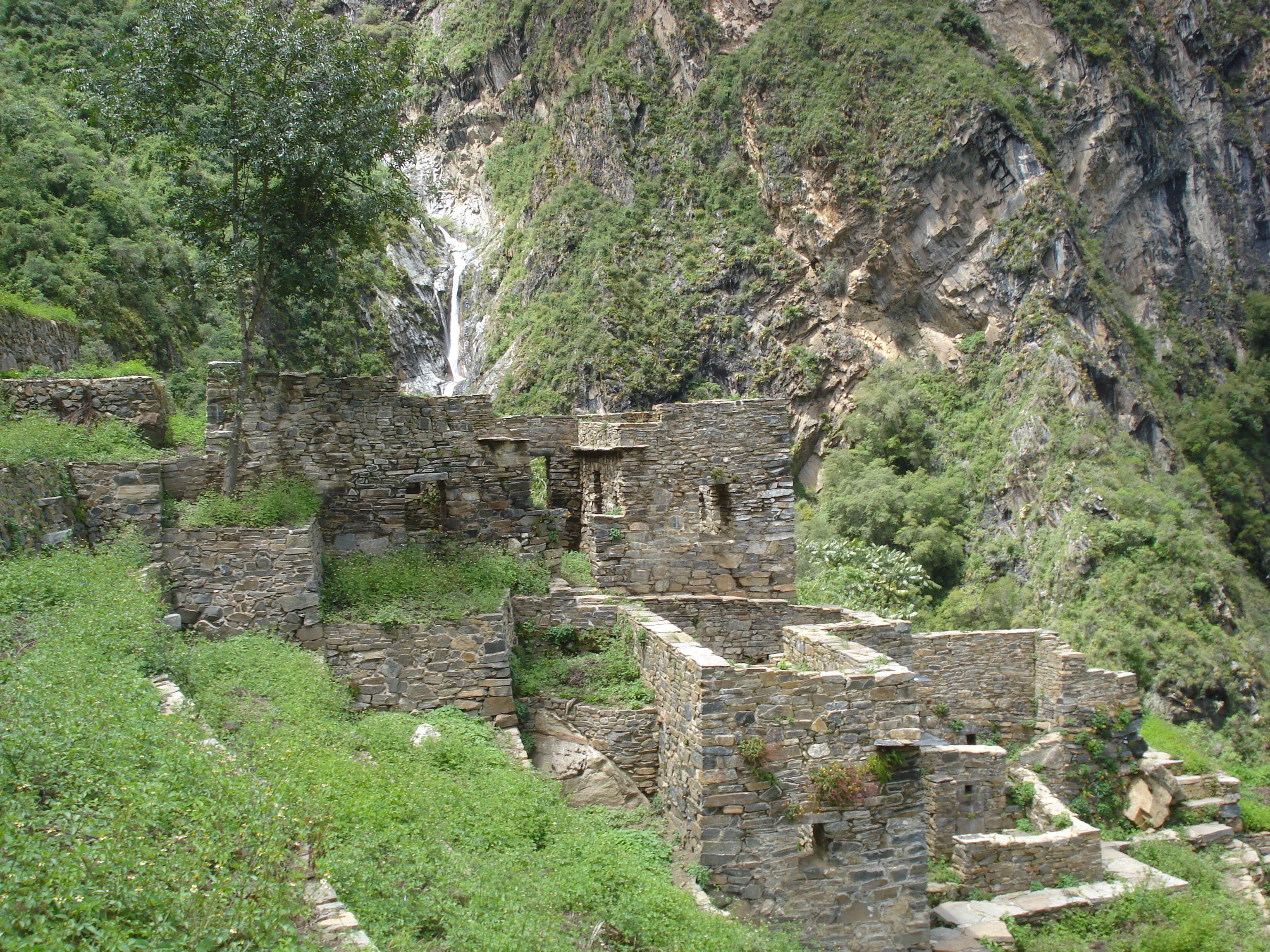
Terrasser och husruiner.
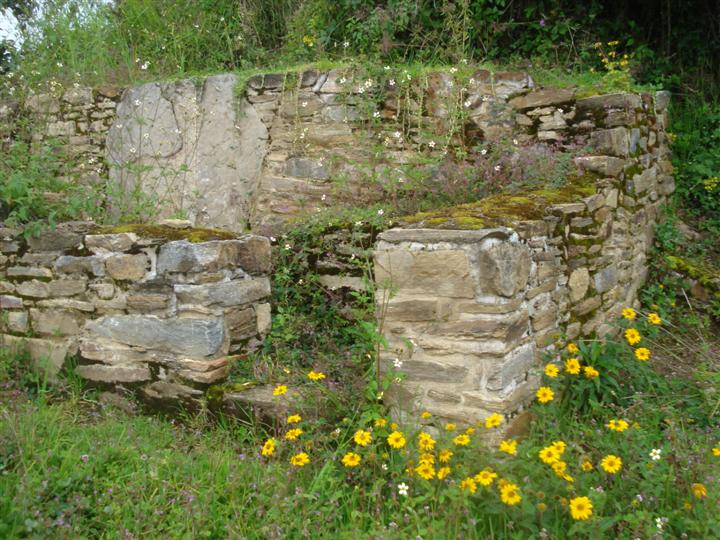
Ruiner
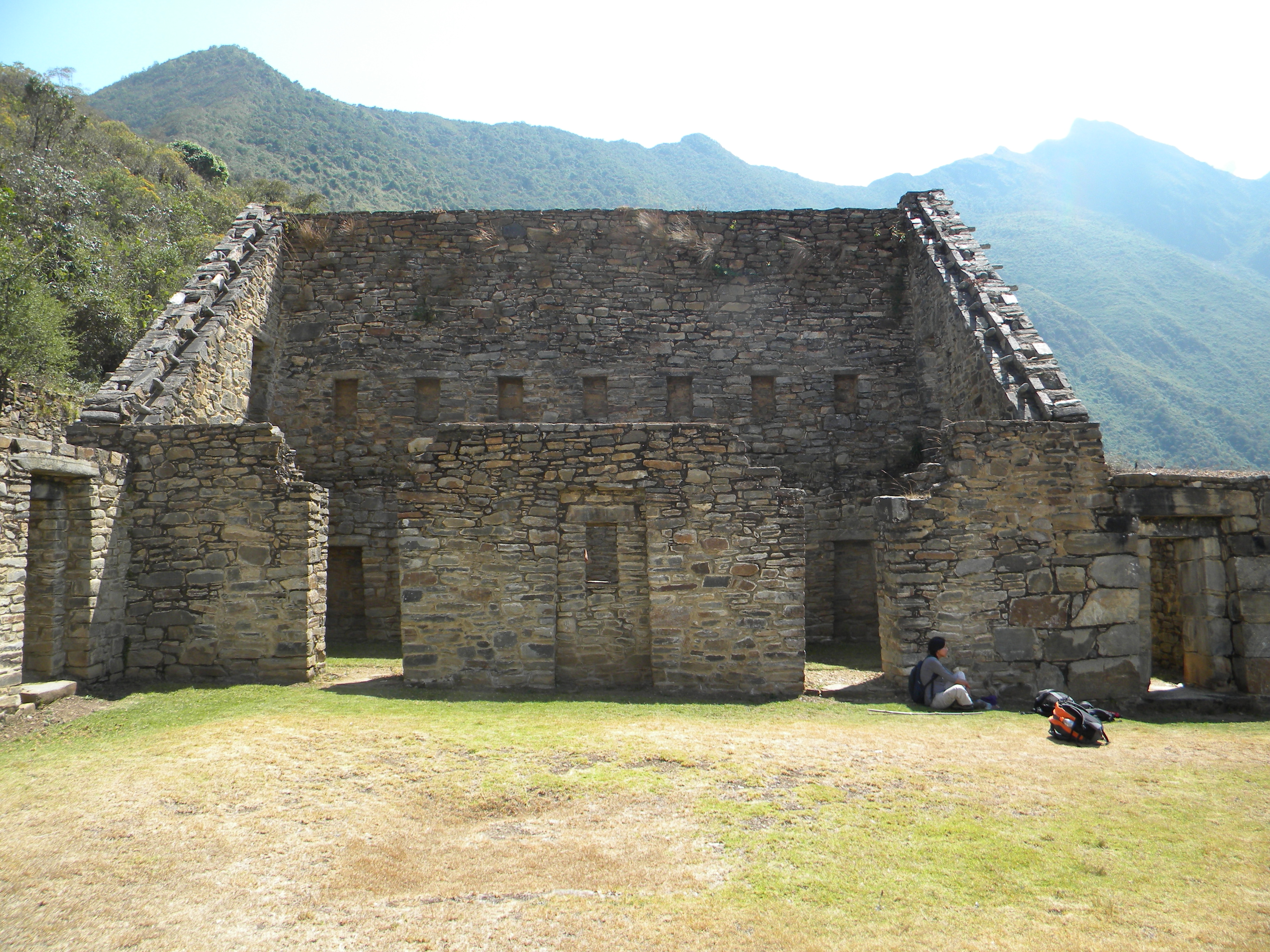
Byggnad vid huvudtorget.